# 土佐堀橋

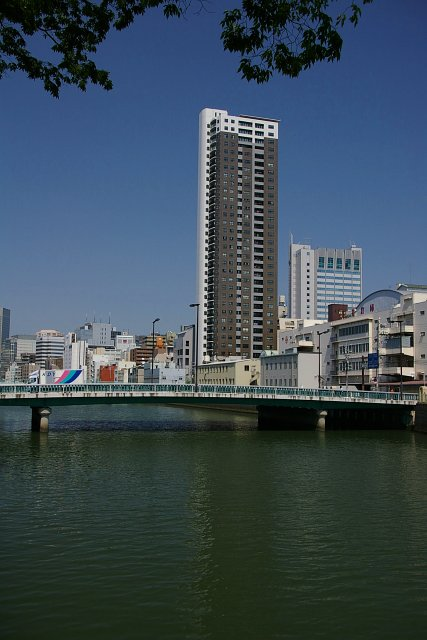
土佐堀橋

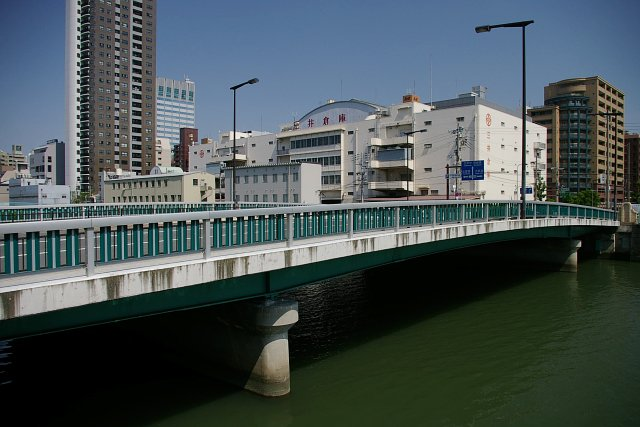
土佐堀橋

土佐堀橋（とさぼりばし）は、大阪市の土佐堀川に架かるあみだ池筋の橋。大阪市北区中之島5丁目・6丁目と西区土佐堀2丁目・3丁目の間を結んでいる。
橋の北側には住友病院が、南側には三井倉庫（薩摩藩蔵屋敷跡）ある。

## 歴史
- 1921年（大正10年）に大阪市電桜川中之島線敷設のため最初の橋が架設された。
- 1969年（昭和44年）に改築された。

## 仕様
- 鋼床版桁橋。
- 橋長58.4、幅21.95m。

## 周辺情報
- 越中橋（土佐堀川 1つ上流の橋）
- 湊橋（土佐堀川 1つ下流の橋）
- 中之島

## 交通アクセス

### バス
- 大阪シティバス 53・55系統、堂島大橋停留所下車
- 大阪シティバス 107系統、土佐堀3丁目、土佐堀2丁目停留所下車

### 鉄道
- 地下鉄千日前線・中央線 阿波座駅 徒歩10分